# کمدی سکسی سبک ایتالیایی
کمدی سکسی سبک ایتالیایی (ایتالیایی: Commedia sexy all'italiana) نوعی کمدی جنسی و از زیرگونه‌های کمدی ایتالیایی در میان ژانرهای گوناگون فیلم است.

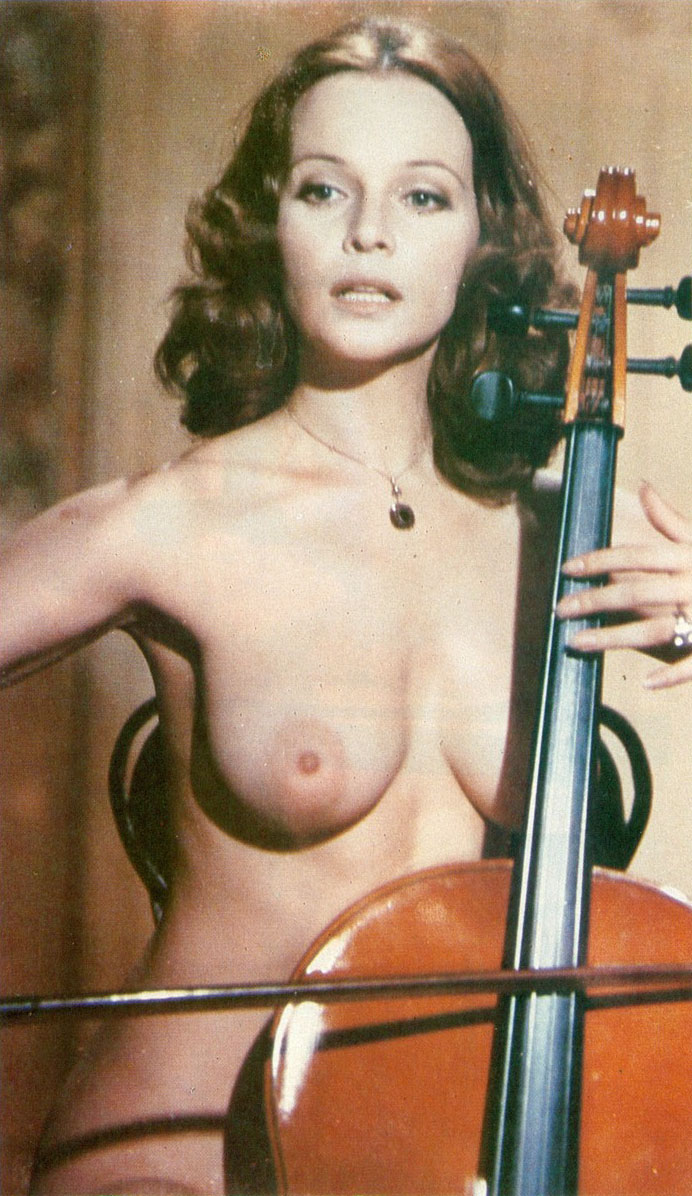
لائورا آنتونلی در یکی از نمادین‌ترین صحنه‌های کمدی سکسی سبک ایتالیایی در فیلم ویولنسل عریان (۱۹۷۱)

## سبک
عموماً در کمدی‌های سکسی مقادیر فراوانی برهنگی زنانه و طنزهای گوناگون وجود دارد اما اهمیت کمتری به «نقد اجتماعی» که خصوصیت بارز کمدی ایتالیایی است، داده می‌شود و داستان فیلم غالباً در محیط‌های مرفه و دارای سطح زندگی بالا همچون خانهٔ ثروتمندان می‌گذرد. این سبک از فیلم، ارتباط نزدیکی با انقلاب جنسی داشت و در زمان پیدایش بسیار نوآورانه و نوین محسوب می‌شد. برای نخستین بار بود که فیلم‌های با برهنگی زنانه در سینماها پخش می‌شد. با آنکه پورنوگرافی و نمایش آمیزش جنسی در سینماهای ایتالیا ممنوع بود، اما برهنگی نسبی، تا حدی مجاز بود. این سبک از فیلم، پلی میان کمدی جنسی و پورنوگرافی سافت‌کور (نیمه و ملایم) بود و مولفه‌هایی از کمدی بزن‌بکوب را نیز در خود داشت و داستان‌های فیلم نیز اغلب کلیشه‌ای بود.

## تاریخچه

### ریشه‌ها
کمدی سکسی سبک ایتالیایی ریشه در چندین گونه فیلم مختلف دارد. ژانر فیلم موندو برهنگی را رایج کرد و محدودیت‌های نمایشی در سینمای ایتالیا را تغییر داد. مجموعه‌ای از کمدی‌های موفقیت‌آمیز ایتالیایی دهه شصت (مانند خانم‌ها و آقایان (۱۹۶۶) به کارگردانی پیترو جرمی و برهنه می‌بینم (۱۹۶۹) از دینو ریسی) بر ریاکاری و شرم ایتالیایی در مورد تابوهای جنسی متمرکز شدند و فیلم‌نامه‌های مبتنی بر سکس را رواج دادند.

### دوران اصلی
این سبک از فیلم‌ها بین دهه ۱۹۷۰ و اوایل دهه ۱۹۸۰ از نظر تجاری بسیار موفق بودند، اگرچه عموماً مورد انتقاد منتقدان فیلم قرار می‌گرفتند (به استثنای چند مورد از جمله چند فیلم کمدی با بازی لاندو بوتسانکا) و سپس با رایج شدن برهنگی زنان در مجلات، تلویزیون و سینمای جریان اصلی ایتالیا و همچنین گسترش دسترسی به فیلم‌های پورنو رو به افول گذاشت.

#### فیلم‌های دکامرونی (۱۹۷۵–۱۹۷۱)
سه‌گانه زندگی پیر پائولو پازولینی (متشکل از دکامرون (۱۹۷۱)، حکایت‌های کنتربری (۱۹۷۲) و داستان‌های عشقی هزار و یک شب (۱۹۷۴) و الهام‌گرفته از داستان‌های دکامرون اثرِ جووانی بوکاچو، حکایت‌های کنتربری اثرِ جفری چاوسر و هزار و یک شب) حاوی برهنگی و صحنه‌های سکسی است. موفقیت این فیلم‌ها و سهل‌گیری سانسورچی‌های ایتالیایی که از اوایل دهه ۱۹۷۰ شروع شد، راه را برای ساخت ده‌ها فیلم سافت‌کور هموار کرد که داستان همگی در قرون وسطی یا رنسانس می‌گذشت که در مجموع به عنوان دکامرونی‌ها (مفرد: دکامرونی؛ واژه‌های جایگزین: دکامرونیک و دکامرونه) و همچنین بوکاچسکو شناخته می‌شوند. موج فیلم‌های دکامرونی از سال ۱۹۷۱ (که با فیلم در عشق، هر لذتی با رنج همراه است آغاز شد) تا پایان سال ۱۹۷۵ ادامه داشت و در سال ۱۹۷۲ به اوج خود رسید و در مجموع حدود ۵۰ فیلم دکامرونی تولید شد.

#### سبک‌های فرعی
سایر سبک‌های فرعی بسیار محبوب کمدی سکسی سبک ایتالیایی شامل دبیرستانی (ایتالیایی: scolastica)، نظامی (ایتالیایی: militare)، بیمارستانی (ایتالیایی: ospedaliera)، پلیسی (ایتالیایی: poliziottesca) و کمدی‌های خانوادگی (ایتالیایی: familiare) بود.

## بازیگران

صحنه‌ای از فیلم بیا جلو، ابله (۱۹۸۲) با حضور دو تن از ستارگان شناخته‌شدهٔ فیلم‌های کمدی سکسی سبک ایتالیایی: میکلا میتی و لینو بانفی

کمدی‌های سکسی سبک ایتالیایی آغازگر فعالیت و شهرت چندین بازیگر زن، از جمله ادویژ فِـنِـش شد که معمولاً ستاره اصلی این سبک از فیلم‌ها بودند. ماریا باکسا و گلوریا گوئیدا بازیگران اصلی فیلم‌های سبک داستان بلوغ و مجموعه‌فیلم‌های محبوب دختر دبیرستانی در اواسط دهه ۱۹۷۰ بودند و نادیا کاسینی که در اواخر دهه ۱۹۷۰ جانشین موفق ادویژ فِـنِـش شد. بسیاری از بازیگران زن که قبلاً در سبک‌های دیگر سینما موفقیت کسب کرده بودند به سمت کمدی‌های سکسی رفتند و در این ژانر به شهرت رسیدند، مانند فمی بنوسی در اواسط دهه ۱۹۷۰ و باربارا بوشه در اواخر دهه ۱۹۷۰. آنا ماریا ریتسولی و کارمن روسو که مدل‌های عکاسی گلامور بودند، نیز این مسیر را در اوایل دهه ۱۹۸۰ دنبال کردند؛ دوره‌ای که محبوبیت این سبک سینمایی رو به افول گذاشت.
تعدادی از کمدین‌ها و بازیگران مرد برجسته از جمله لاندو بوتسانکا، لینو بانفی، کارلو جوفره، آلبرتو لیونلو، پیپو فرانکو، آلوارو ویتالی و رنتسو مونتانیانی نیز در این سبک از فیلم‌ها نقش‌آفرینی کرده‌اند.

### برخی بازیگران این سبک
- ادویژ فِـنِـش
- باربارا بوشه
- لائورا آنتونلی
- فمی بنوسی
- گلوریا گوئیدا
- کارمن روسو
- ماریا باکسا
- نادیا کاسینی
- کارمن ویلانی
- آنا ماریا ریتسولی
- سوفیا لومباردو
- میکلا میتی
- لی‌لی کاراتی
- لینو بانفی
- کارلو جوفره
- آلوارو ویتالی
- رنتسو مونتانیانی

## نمونه‌ای از فیلم‌ها
- چهار مرتبه آن شب (۱۹۷۱)
- ویولنسل عریان (۱۹۷۱)
- مرد سال (فیلم ۱۹۷۱) (۱۹۷۱)
- مرتکب اعمال ناپاک نشو (۱۹۷۲)
- راهبه آتش‌پاره (۱۹۷۲)
- تن‌کامه (۱۹۷۲)
- اوبالدا، سر تا پا عریان و داغ (۱۹۷۲)
- بداندیش (۱۹۷۳)
- جووانونا شاسی‌بلند (۱۹۷۳)
- عشاق و دیگر وابستگان (۱۹۷۴)
- تا زمانی که ازدواج یکی‌مان کند (۱۹۷۴)
- زیر سن قانونی (۱۹۷۴)
- مونیکا (۱۹۷۴)
- پوکر در رختخواب (۱۹۷۴)
- دلدادگی (۱۹۷۴)
- مردانگی (۱۹۷۴)
- معصومیت و هوس (۱۹۷۴)
- گربه مامان (۱۹۷۵)
- ممنون… مادربزرگ (۱۹۷۵)
- دختر دبیرستانی (۱۹۷۵)
- همسر باکره (۱۹۷۵)
- تازه‌کار (۱۹۷۵)
- کلاس خصوصی (۱۹۷۵)
- معلم مدرسه (۱۹۷۵)
- پرستار (۱۹۷۵)
- آموزگار جایگزین (۱۹۷۵)
- خانم صاحبخانه (۱۹۷۶)
- اعترافات یک پلیس زن (۱۹۷۶)
- معلم علوم تجربی (۱۹۷۶)
- پزشک… دانشجو (۱۹۷۶)
- دادرس ناحیه (۱۹۷۶)
- اون حرکتی که خیلی دوستش دارم (۱۹۷۶)
- بهترین خدمتکار مقیم خانه (۱۹۷۶)
- رسوایی در خانواده (۱۹۷۶)
- سکس با لبخند (۱۹۷۶)
- سکس با لبخند ۲ (۱۹۷۶)
- کلاس مختلط (۱۹۷۶)
- خانم دکتر بیمارستان ارتش
- هم‌کلاسی (۱۹۷۷)
- به‌خاطر عشق پوپیا (۱۹۷۷)
- خانم معلم به دبیرستان پسرانه می‌رود (۱۹۷۷)
- راننده تاکسی (۱۹۷۷)
- سنبله، ثور، جدی (۱۹۷۷)
- دختر دبیرستانی در کلاس رفوزه‌ها (۱۹۷۸)
- معلم مدرسه در خانه (۱۹۷۹)
- هیکل دختر زیبا (۱۹۷۹)
- پرستار شب (۱۹۷۹)
- خانم معلم با همه کلاس… می‌رقصد (۱۹۷۹)
- چگونه معلم‌تان را از راه بدر کنید (۱۹۷۹)
- دختر دبیرستانی، شیطان و آب مقدس (۱۹۷۹)
- یک پلیس زن در جوخه هرزه‌ها (۱۹۷۹)
- خانم پرستار در تیمارستان نظامی (۱۹۷۹)
- خانم دکتر رفته پیش جناب سرهنگ! (۱۹۸۰)
- خانم معلم و همه کلاس در ساحل (۱۹۸۰)
- همسر سفیدپوش… عاشق آتشین‌مزاج (۱۹۸۰)
- همسر در سفر… دل‌داده در شهر (۱۹۸۰)
- دانش‌آموز رفوزه به آقای مدیر چشمک زد (۱۹۸۰)
- کروسان با خامه (۱۹۸۱)
- نجیب و پاکدامن (۱۹۸۱)
- همسرم دوباره به دبیرستان می‌رود (۱۹۸۱)
- عالیجناب با معشوقه‌اش زیر تخت (۱۹۸۱)
- یک پلیس زن در نیویورک (۱۹۸۱)
- شبحی در تختخوابم هست (۱۹۸۱)
- جووانی، خوش‌تیپ و احتمالاً ثروتمند (۱۹۸۱)
- مربی اسکی (۱۹۸۱)
- اسپاگتی در نیمه‌شب (۱۹۸۱)

## نگارخانه

باربارا بوشه در صحنه‌ای از فیلم کمدی سکسی سبک ایتالیایی مرتکب اعمال ناپاک نشو در سال ۱۹۷۲
روزالبا نِری (راست) و باربارا بوشه در صحنه‌ای از فیلم کمدی سکسی سبک ایتالیایی مجنون!
گلوریا گوئیدا (چپ) در نقش یک دانشجوی پزشکی در کنار پینو کولیتسی در صحنه‌ای از فیلم پزشک… دانشجو (۱۹۷۶). گوئیدا نیز یکی از ستارگان شناخته‌شدهٔ این سبک از فیلم‌ها بود.
ادویژ فنش از ستارگان نامدار این سبک در صحنه‌ای از فیلم کمدی سکسی سبک ایتالیایی سکس با لبخند
لی‌لی کاراتی و لورا خمسر در صحنه‌ای از فیلم لذت در سال ۱۹۸۵
پائولا سناتوره در صحنه‌ای از فیلم آ.آ.آ. ماساژدهنده حرفه‌ای، زیبا، آماده ارائه خدمات…. پائولا سناتوره در دههٔ ۱۹۷۰ و ۱۹۸۰ میلادی از ستارگان مهم فیلم‌های سبک «کمدی سکسی سبک ایتالیایی» و جالو بود و از این لحاظ شناخته‌شده و مشهور بود.

## برای مطالعهٔ بیشتر
- Michele Giordano, Daniele Aramu, La commedia erotica italiana, Gremese Editore, 2000. شابک ‎۸۸۸۴۴۰۰۳۵X.
- Max Serio, Commedia sexy all'italiana, Mediane, 2007. شابک ‎۹۷۸−۸۸۹۶۰۴۲۱۱۳.
- Marco Bertolino, Ettore Ridola, Vizietti all'italiana: l'epoca d'oro della commedia sexy, I. Molino, 1999
- Gordiano Lupi, Le dive nude, Profondo rosso, 2006
- Gordiano Lupi, Grazie... zie! Tutto sulle attrici e i registi della commedia sexy all'italiana, Profondo rosso,  2012.شابک ‎۸۸۹۵۲۹۴۵۲۱.
- Andrea Di Quarto, Michele Giordano, Moana e le altre, Gremese Editore, 1997
- Stefano Loparco, Il corpo dei Settanta. Il corpo, l'immagine e la maschera di Edwige Fenech, Il Foglio Letterario, 2009. شابک ‎۹۷۸−۸۸۷۶۰۶۲۵۸۲.
- Giuliano Pavone, Giovannona Coscialunga a Cannes: storia e riabilitazione della commedia all'italiana anni '70, Tarab, 1999